# Tamiza
Tamiza (ang. Thames, wym. /tɛmz/; łac. Tamesis, Tamesa) – rzeka w południowej Anglii, nad którą położony jest Londyn. Jest drugą pod względem długości rzeką w Wielkiej Brytanii (po Severn), liczy 346 km.
Obszar źródłowy we wzgórzach Cotswolds na wysokości ok. 110 m n.p.m. Omija łukiem wzgórza Chiltern, przepływając zakolami przez Basen Londyński. Uchodzi do Morza Północnego, tworząc estuarium rozpoczynające się przy London Bridge, kilkadziesiąt kilometrów od morza.
Do lat 60., na skutek zanieczyszczeń była pozbawiona biocenozy.
Tamiza jest połączona kanałami z innymi rzekami w Anglii i Walii, stanowiąc przez to najważniejszą drogę wodną Wielkiej Brytanii.
- Największe ośrodki miejskie nad Tamizą: Oksford, Reading, Windsor i Londyn
- Główne dopływy Tamizy: Windrush, Cherwell, Thame, Kennet, Wey, Mole, Lea, Roding, Medway, Churn, Colne oraz Evenlode.